# Пегг, Дэйв
Дэйв Пегг (англ. Dave Pegg; род. 2 ноября 1947 года, Акокс Грин, Бирмингем, Великобритания) — британский мультиинструменталист и продюсер. Наиболее известен как бас-гитарист фолк-рок-группы Fairport Convention, а также некоторых других музыкальных проектов, включая Ian Campbell Folk Group и Jethro Tull.

## Биография

### Ранняя карьера
Дэвид Пегг родился 2 ноября 1947 года в Акокс Грин, Бирмингем, Англия. Начал осваивать гитару в 14 летнем возрасте под влиянием музыки The Shadows. Играл в школьном оркестре во время учёбы в Yardleys School.
После окончания школы Пегг около года проработал страховым агентом, попутно играя в группах The Crawdaddys и The Roy Everett Blues Band, которые несколько раз выступали на разогреве у популярных исполнителей бирмингемской бит-сцены того времени, в том числе The Spencer Davis Group и The Moody Blues. В 1966 году прошел прослушивание в группу The Uglys на роль гитариста, в состав которой входил Стив Гиббонс, однако в итоге его место досталось Роджеру Хиллу. Тем не менее Пеггу было предложено стать басистом коллектива, и он сменил инструмент.
The Uglys записали всего один сингл, прежде чем Пегг и Хилл покинули коллектив и сформировали собственное блюзовое трио под названием The Exception с вокалистом Аланом Иствудом. В то время он также выступал с Робертом Плантом, а в его следующей группе, The Way of Life, барабанщиком был Джон Бонем, позднее ставшие основателями группы Led Zeppelin. В 1967 году Пегг присоединился к Ian Campbell Folk Group, где перешел на контрабас, научился играть на мандолине и полюбил фолк. Именно здесь он привлек внимание фолк-гитариста Ральфа МакТелла, и будущего участника Fairport Convention Дэйва Сворбрика, в прошлом также являвшегося членом Ian Campbell Folk Group.
К началу 1969 года Пегг вернулся к электрической бас-гитаре, став участников группы The Beast, в состав который входили Кози Пауэлл и Дэйв Клемпсон, прежде чем последний перешёл в Colosseum. Вскоре после этого Пегг присоединился к бирмингемской команде Dave Peace Quartet, поучаствовав в записи их блюзовой пластинки Good Morning Mr Blues. Через неделю после своего двадцать первого дня рождения он был приглашён Сворбриком на прослушивание в Fairport Convention, по причине ухода оттуда Эшли Хатчингса, который основал собственный коллектив — Steeleye Span.

### Fairport Convention: 1969—1979
В конце 1969 года Пегг вошёл в состав группы Fairport Convention, где сформировал слаженную ритм-секцию с барабанщиком Дэйвом Мэттэксом, а также завязал дружеские отношения с остальными музыкантами. Хотя Хатчингс был мелодичным и мастеровитым басистом, Пегг играл с большей виртуозностью, техничностью и энергией. По мнению Хатчингса, Пегг одним из первых начал использовать джиговую и рилсовую техники исполнения, а не просто вспомогательную басовую партию, которые впоследствии переняли большинство британских фолк-рок- и даже фолк-панк-басистов. Их можно было услышать во время турне группы по Британии и США 1970 года (включая выступления на разогреве у Jethro Tull), записи которого были выпущены на пластинке Live at the L.A. Troubadour (1977). В свою очередь, первая студийная пластинка Пегга в составе группы, Full House (1970), демонстрирует более высокое музыкальное мастерство ансамбля за счет влияния нового бас-гитариста.
Присоединившись к группе, Пегг переехал со своей семьей из Бирмингема в бывший паб «Ангел» в Хэдхэме, Хартфордшир, вместе с другими членами группы и их семьями. Этому событию был посвящён заглавный трек их следующего альбома Angel Delight (1971), на обложке которого Пегг впервые был отмечен в качестве участника. Музыкант внёс ещё больший музыкальный вклад в следующую пластинку коллектива — "Babbacombe" Lee, представляющую собой фолк-рок-оперу, придуманную Сворбриком, поучаствовав в сочинении семи из пятнадцати её песен. Следующий альбом Rosie включал три композиции, написанные при участии Пегга, в том числе песню «Peggy’s Pub».
После того, как в 1971 году Саймон Никол и Дэйв Мэттэкс покинули группу, на протяжении пяти лет Пегг и Сворбрик сотрудничали с чередой приглашённых музыкантов, тем самым удерживая Fairport Convention на плаву. Некоторые из них, такие, как Сэнди Денни и ее муж Тревор Лукас, обладали незаурядным сочинительским талантом, в результате чего, хотя Пегг по прежнему продолжал вносить вклад в создание песен, он в большей степени приключился на организаторскую деятельность. После финансового кризиса, последовавшего за туром в поддержку Rising for the Moon (1975), который побудил Денни, Лукаса и Джерри Донахью покинуть группу, Пегг всё больше склонялся к тому, чтобы группа сама контролировала свои финансы. В 1975 году вместе со Сворбриком он возобновил контакт с Николом, сформировав трио Three Desperate Mortgages, которое стало популярным среди британской студенческой молодежи.
Во время записи альбома Gottle O’Geer Пегг и Сварбрик, которые остались с одним барабанщиком — Брюсом Роулендом, убедили Никола вернуться в группу. Квартет подписал контракт с лейблом Vertigo Records и выпустил две пластинки: The Bonny Bunch of Roses (1977) и Tipplers Tales (1978). Несмотря на то, что эти альбомы были тепло встречены критиками, они имели низкие продажи, и руководство Vertigo расторгло с ними контракт. В дополнение к этому у Сварбрика начались проблемы со слухом. В итоге музыканты решили распустить коллектив и отыграли свой финальный концерт в городке Кропреди 4 августа 1979 года, недалеко от того места, где жил Пегг.
Будучи в составе Fairport Convention, Пегг неоднократно участвовал в записи альбомов других исполнителей, в том числе: Bryter Layter Ника Дрейка (1970); Solid Air (1973) и One World (1977) Джона Мартина, а также пластинок бывших и нынешних членов Fairport Convention, в том числе нескольких альбомов Сворбрика, Like an Old Fashioned Waltz (1973) и Rendezvous (1977) Сэнди Денни, а также Pour Down Like Silver (1975) Ричарда Томпсона. Помимо этого, Пегг отыграл на трёх пластинках Ральфа Мактелла, включая Streets (1973) и Slide Aside the Screen (1976), которые также спродюсировал.

### Woodworm и Jethro Tull: 1980—1985
Несмотря на роспуск Fairport Convention, участники группы продолжали периодически выступать в пабах Кропреди, а также на европейских музыкальных фестивалях. Поскольку ни один звукозаписывающий лейбл не был заинтересован в выпуске записей их концертов, Пегг и его жена Кристин основали свой собственный лейбл Woodworm Records. Они издали последний концерт группы в виде альбома Farewell, Farewell (1979), а последующие записи были выпущены как «официальные бутлеги». Также Пегг основал небольшую студию звукозаписи в своем доме, и на деньги, полученные от заключения контракта с Vertigo, оснастил её современным оборудованием, в итоге переместив её в помещение бывшей часовни. В результате Пегг стал владельцем собственной звукозаписывающей компании и независимого лейбла. С 1979 года у него начали записываться музыканты, в том числе Стив Эшли. Пегг поддерживал интерес фанатов Fairport Convention, занимаясь рассылкой концертных записей группы, а Кристин стала организатором фестиваля Cropredy, размер которого с каждым годом увеличивался — сумев привлечь на пике, в середине 1980-х, около 18 000 зрителей.
В 1979 году Иэн Андерсон из Jethro Tull пригласил Пегга заменить больного Джона Гласкока во время гастролей в поддержку альбома Stormwatch. После смерти Гласкока Пегга пригласили присоединиться к группе на постоянной основе, после чего басист стал частью коллектива на следующие пятнадцать лет. Пегг присоединился к группе в поворотный момент для Jethro Tull. Первая запись, в которой он принимал участие, была задумана как сольный альбом Андерсона при поддержке Мартина Барра. Альбом A (1980) резко контрастировал со средневековой и фолковой музыкой, характерной для предыдущих записей коллектива, в значительной степени его звучание базировалось на синтезаторах. В этот период Jethro Tull покинули все остальные музыканты, которые играли там долгое время, однако запись всё же была выпущена как альбом Jethro Tull. Пегг справился с давлением со стороны фанатов и с последующими изменениями стиля. Следующий альбом группы The Broadsword and the Beast (1982) имел более тяжелое звучание и вернулся к средневековой тематике — в частности, Пегг выходил на сцену в псевдоисторическом, и музыканты играли на фоне корабля викингов. В 1983 году Пегг записал свой первый сольный альбом The Cocktail Cowboy Goes It Alone (1983). После выхода следующей пластинки Jethro Tull, Under Wraps (1984) проблемы с голосом вынудили Андерсона прекратить гастролировать в течение трёх лет, в связи с чем у Пегга появилось время, чтобы заняться другими проектами.

### Воссоединение Fairport Convention: 1985—1995
В 1981 году Пегг присоединился к Ральфу Мактеллу и бывшим членам Fairport Convention Ричарду Томпсону и Дэйву Мэттэксу, объединившись с ними в группу GP (аббревиатура от «Grazed Pontiffs», комментария Дэйва Мэттэкса о попытке убийства Папы Римского). Целью музыкантов было создать паб-группу, играющую небольшое количество оригинального материала в дополнение блюзовым, рок-н-ролльным, соул и кантри стандартам. Ансамбль отыграл только шесть концертов, включая выступление под эгидой Fairport Convention на шоу в замке Бротон, Оксфордшир (Woodworm Records выпустил запись этого концерта в виде альбома Saturday Rolling Around в 1991 году). В 1980-х Пегг также поучаствовал в записи альбомов других фолк-исполнителями, включая Мюррея Хэда и Дика Гогана, а также бывших членов Fairport Convention Саймона Никола и Ричарда Томпсона.
В 1985 году находящиеся в свободном плавании Пегг, Никол и Мэттэкс решили записать альбом с новым материалом для выступления группы на фестивале Cropredy, посредством студии и лейбла Woodworm. Результатом их работы стал диск Gladys 'Leap (1985), который получил преимущественно положительные оценки британской прессы, однако вызвал недопонимание у Сворбрика, который отказался играть какой-либо новый материал на фестивале. Тем не менее трое бывших коллег решили воссоединиться без него. В новый состав Fairport Convention был также приглашён Рик Сандерс, наряду с мультиинструменталистом Маартином Оллкоком. С этого момента Пегг начал числиться в двух группах одновременно. Реформированный Fairport Convention выпустил инструментальный альбом Expletive Delighted (1986), главным образом демонстрирующий виртуозное музыкальное исполнение Сандерса и Оллкока.
В 1987 году Jethro Tull выпустили свой первый за три года альбом Crest of a Knave, в создании которого участвовал Пегг, после чего последовал американский тур, в котором Андерсон пригласил Fairport Convention выступать у них на разогреве. Нуждаясь в альбоме для раскрутки, Пегг договорился о финансовой поддержке со стороны лейбла Island Records, и Fairport Convention записали In Real Time (1987). Он был представлен как концертный альбом, однако на самом деле являлся студийной записью (хотя все песни записывались «вживую» со всеми музыкантами, играющими одновременно) с наложенной реакцией публики. Хотя тур был плодотворным в музыкальном плане, он провалился в финансовом отношении. Пегг, будучи членом обеих групп, вначале выступал с одной, чтобы через несколько минут вернуться на сцену с другой, что было очень изнурительно для музыканта. Пегг фигурировал еще на трех студийных альбомах Jethro Tull: Rock Island (1989), Catfish Rising (1991) и Roots to Branches (1995). В тот же период он также поучаствовал в создании трех пластинок Fairport Convention: Red and Gold (1989), Five Seasons (1990) и Jewel in the Crown (1995). Популярность Fairport Convention и масштабы их гастрольных туров росли на протяжении всего этого периода, и напряжение, связанное с деятельностью в двух коллективах, плюс другие его обязательства, становилось слишком обременяющим для музыканта. В итоге он решил оставить Jethro Tull и сосредоточиться на Fairport Convention.

### Дальнейшая работа в Fairport Convention: 1995—настоящее время
После того, как Пегг ушел из Jethro Tull, Fairport Convention стали регулярно записывать альбомы, результатом стал выпуск пяти студийных пластинок: от акустической Old New Borrowed Blue (1996) до Over the Next Hill (2004), а также четырех концертных дисков и одного сборника. В 1998 году Пегг также выпустил свой второй сольный альбом Birthday Party, который объединил записи праздничного концерта в Dudley Town Hall, посвященного его пятидесятилетию, со студийными записями.
В 1998 году Пегг вместе с Саймоном Николом, Пи Джей Райтом, Стивом Гиббонсом и Джерри Конвеем сформировал The Dylan Project — трибьют-группу, исполняющую материал Боба Дилана. В 2006 году Никол был заменен клавишником Филом Бондом. В рамках проекта были выпущены два студийных альбома и концертный альбом, записанный на Cropredy Festival. Также музыканты проводят ежегодные гастроли.
В 2002 году Пегг разделил с другими участниками группы Fairport Convention награду «За жизненные достижения» на церемонии Folk Awards радиостанции BBC Radio 2.
В 2004 году Пегг и его жена Кристин развелись. Студия Woodworm была продана, и для группы был создан новый лейбл — Matty Grooves, и теперь группа самостоятельно организовывает Cropredy Festival, который теперь называется Fairport’s Cropredy Convention.
Пегг также сформировал Peggy & PJ, дуэт с Пи Джей Райтом, бывшим соло-гитаристом Steve Gibbons Band. Вместе они гастролировали по небольшим концертным площадкам и в 2007 году выпустили альбом Galileo’s Apology, сборник поп- и фолк-рок песен и инструментальных композиций. Помимо этого Пегг организовал второй «концерт по случаю своего дня рождения» в мэрии Бирмингема, впоследствии выпущенный в виде записи Dave Pegg’s 60th Birthday Bash (2008).
В 2007 году увидела свет ретроспектива карьеры Пегга. Бокс-сет, посвящённый творчеству музыканта, содержал четыре компакт-диска, обобщивших его работу с Fairport Convention, Crawdaddy, Ричардом Томпсоном, Майком Хероном, Стивом Эшли, Jethro Tull, Ian Campbell Folk Group и другими исполнителями.
С 2010 по 2013 год Пегг выступал во Франции вместе с бретонской группой Red Cardell.

## Личная жизнь
В нынешнее время Пегг проживет в Банбери, Оксфордшир. У него есть дочь Стефани, которая работает консультантом по связям с общественностью, а также сын Мэтт, басист, выступавший с Procol Harum и Фрэнсисом Даннери.